# Granezza
Granezza este o arie protejată (arie specială de conservare — SAC, sit de importanță comunitară — SCI) din Italia întinsă pe o suprafață de 1.303 ha, integral pe uscat.

## Localizare
Centrul sitului Granezza este situat la coordonatele 45°49′43″N 11°32′41″E / 45.828611°N 11.544722°E.

## Înființare
Situl Granezza a fost declarat sit de importanță comunitară în septembrie 1995 pentru a proteja 12 specii de animale. Situl a fost protejat și ca arie specială de conservare în iulie 2018.

## Biodiversitate
Situată în ecoregiunea alpină, aria protejată conține 2 habitate naturale: Păduri ilirice de Fagus sylvatica (Aremonio-Fagion), Păduri de fag din Europa Centrală dezvoltate pe sol calcaros cu Cephalanthero-Fagion.
La baza desemnării sitului se află mai multe specii protejate:
- păsări (11): uliu porumbar (Accipiter gentilis), minunița (Aegolius funereus), cocoșul de mesteacăn (Bonasa bonasia), cristeiul de câmp (Crex crex), ciocănitoare neagră (Dryocopus martius), ciuvică (Glaucidium passerinum), sfrâncioc roșiatic (Lanius collurio), mierlă de piatră (Monticola saxatilis), pitulice de munte (Phylloscopus bonelli), sitar de pădure (Scolopax rusticola),  cocoș de munte (Tetrao urogallus)
- amfibieni (1): izvoraș-cu-burta-galbenă (Bombina variegata)

Pe lângă speciile protejate, pe teritoriul sitului au mai fost identificate 8 specii de plante, 1 specie de amfibieni, 4 specii de mamifere, 1 specie de reptile.